# Là-haut, un roi au-dessus des nuages
Pour les articles homonymes, voir Là-haut.
Pour plus de détails, voir Fiche technique et Distribution.
Là-haut, un roi au-dessus des nuages est un film français réalisé par Pierre Schoendoerffer, sorti en 2004. Le réalisateur a adapté son roman Là-haut.

## Synopsis
Paris, 1977, une journaliste du Figaro enquête sur la disparition d'Henri Lanvern en plein tournage en Thaïlande. Cinéaste et ancien militaire, Lanvern aurait accepté une mission à la demande des services secrets français afin de couvrir l'évasion de son vieil ami de guerre, le général Cao Ba Ky, prisonnier dans un camp de rééducation communiste.

## Autour du film
- Pierre Schoendoerffer réussit l'exploit d'insérer dans une nouvelle réalisation des passages de ses tournages anciens, en particulier par l'utilisation des flash-backs, ce qui rend très réelle l'impression de vieillissement ou de rajeunissement des acteurs. Pour certains passages, la bande son a été conservée, pour d'autres elle a été couverte par une nouvelle création.
- Véritable film-testament puisqu'il s'agit de l'ultime réalisation de Pierre Schoendoerffer qui revient une dernière fois sur les thèmes récurrents de sa filmographie (la guerre d'Indochine, l'obéissance et le sacrifice des militaires..). Il retrouve une dernière fois ses acteurs fétiches que sont Bruno Cremer (La 317e Section, Objectif 500 millions) et Jacques Perrin (La 317e Section, Le Crabe-tambour, L'Honneur d'un capitaine).
- C'est aussi le dernier film dans lequel ont joué toute une génération d'illustres acteurs et réalisateurs : Philippe Clay, Bruno Cremer, Jacques Dufilho et Gérard Oury.

## Fiche technique
- Titre : Là-haut, un roi au-dessus des nuages
- Réalisation : Pierre Schoendoerffer
- Scénario : Pierre Schoendoerffer et Ludovic Schoendoerffer
- Production : Frédéric Sichler, Daniel Toscan du Plantier et Richard Sadler
- Musique : Laurent Petitgirard
- Photographie : François Protat
- Montage : Jean-Sébastien Desbordes et Louise Surprenant
- Pays d'origine :  France,  Canada
- Format : couleur - 1,85:1 - Dolby Digital - 35 mm
- Genre : drame
- Durée : 1h34
- Date de sortie : 5 mai 2004

## Distribution
- Bruno Cremer : Le colonel
- Claude Rich : Le rédacteur en chef
- Florence Darel : La journaliste
- Jacques Perrin : Henri Lanvern, le cinéaste
- Louis Rolland : acteur
- Wojciech Pszoniak : Le producteur
- Christophe Reymond : Le journaliste insolent
- Gérard Oury : Le général de La Motte-Noire
- Jacques Dufilho : Le recteur
- Ludovic Schoendoerffer : Le comédien
- Patrick Chauvel : Radar, le photographe
- Eric Do : Carlo, le monteur
- André Peron : Dédé, le marin-pêcheur
- Patrick Poivre d'Arvor : lui-même